# Brloh u Přelouče
Brloh (deutsch Brloch, 1939–45 Birloch) ist eine Gemeinde im Okres Pardubice in Tschechien. Sie liegt vier Kilometer südlich von Přelouč.

## Geographie

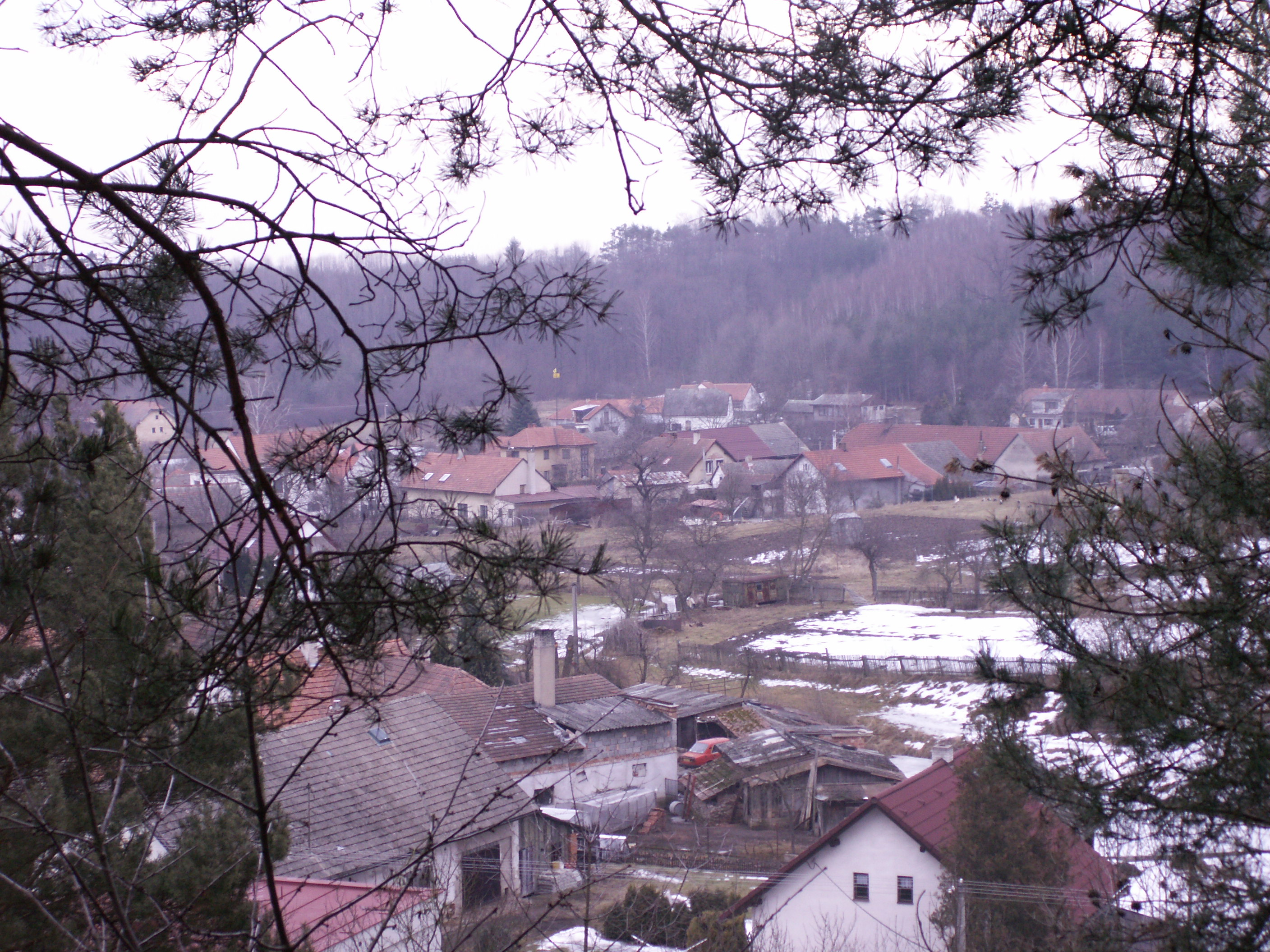
Ortsansicht

Brloh befindet sich am nördlichen Fuße der zum Eisengebirge (Železné hory) gehörigen Chvaletická hornatina (Chwaletitzer Hügelland) am Rande der Pardubická kotlina (Pardubitzer Becken). Durch das Dorf fließt der Bach Brložský potok und wird im Teich Mlýnský rybník angestaut. Nördlich erhebt sich der Křemen (258 m n.m.), im Südosten die Lipoltická skála (298 m n.m.), westlich die Březinka (275 m n.m.) und nordwestlich der Kozinec (233 m n.m.).
Nachbarorte sind Štrampouch und Benešovice im Norden, Mokošín und Štěpánov im Nordosten, Loděnice, Horecký Dvůr und Podvrdy im Osten, Tupesy im Südosten, Lipoltice, Urbanice und Májovka im Süden, Pelechov, Sovoluská Lhota und Litošice im Südwesten, Seník im Westen sowie Jankovice, Kozašice und Škudly im Nordwesten.

## Geschichte
Das Dorf entstand wahrscheinlich im 12. Jahrhundert im Zuge der Kolonisation des Eisengebirges. Die erste schriftliche Erwähnung erfolgte im Jahre 1318. In Brloh befand sich eine Feste mit Meierhof. 1537 verkaufte Diviš Bošinský von Božejov das Gut Brloh an Jan Holec von Nemošice, der es 1541 an Vilém Dobrženský von Dobrženitz weiterveräußerte. Im Jahre 1550 war Brloh Sitz des Zdeněk Dobřenský von Dobřenice; ihm folgte Eva Stropínova von Dobřenice, die auch Benešovice besaß. 1664 erwarb Adam von Brloh die Feste einschließlich des Dorfes Seník. Das Geschlecht der Edelknechte von Brloh erlosch um 1715.
Danach erwarben die Herren von Thun und Hohenstein das Gut und schlugen es der Herrschaft Žehušice zu.
Im Jahre 1840 bestand das von Wald und einigen Teichen umgebene Dorf Brloch bzw. Brdloch aus 40 Häusern, in denen 283 Personen lebten. Im Ort gab es eine Mühle und einen herrschaftlichen Meierhof. Pfarrort war Lipoltitz.
Nach der Aufhebung der Patrimonialherrschaften bildete Brlohy ab 1849 mit den Ortsteilen Pelechov I und Podvrdy eine Gemeinde im Gerichtsbezirk Přelauč. Ab 1868 gehörte die Gemeinde zum Bezirk Pardubitz. Bis 1901 waren die meisten Häuser des Dorfes gezimmert, beim Wiederaufbau nach drei Bränden erfolgte der Hausbau mit Stein und Ziegeln. Auf Anordnung der Linguistischen Kommission in Prag wurde 1920 der Ortsname in Brloh abgeändert. Die das Dorf umgebenden ausgedehnten Wälder gehörten der Familie von Thun und Hohenstein und wurden vom Forstrevier Litošice bewirtschaftet.
1949 wurde Brloh dem Okres Přelouč zugeordnet. Dieser wurde im Zuge der Gebietsreform von 1960 aufgehoben, seitdem gehört die Gemeinde zum Okres Pardubice. 1961 wurde Benešovice (mit Štrampouch) eingemeindet, und der Ortsteil Podvrdy der Gemeinde Tupesy zugeordnet. In den 106 Häusern leben heute 231 Menschen.

## Gemeindegliederung
Die Gemeinde Brloh besteht aus den Ortsteilen Benešovice (Beneschowitz, 1939–45 Benedikt) und Brloh (Brloch). Zu Brloh gehört außerdem der Weiler Štrampouch (Strampach).
Das Gemeindegebiet gliedert sich in die Katastralbezirke Benešovice u Přelouče und Brloh u Přelouče.

## Sehenswürdigkeiten

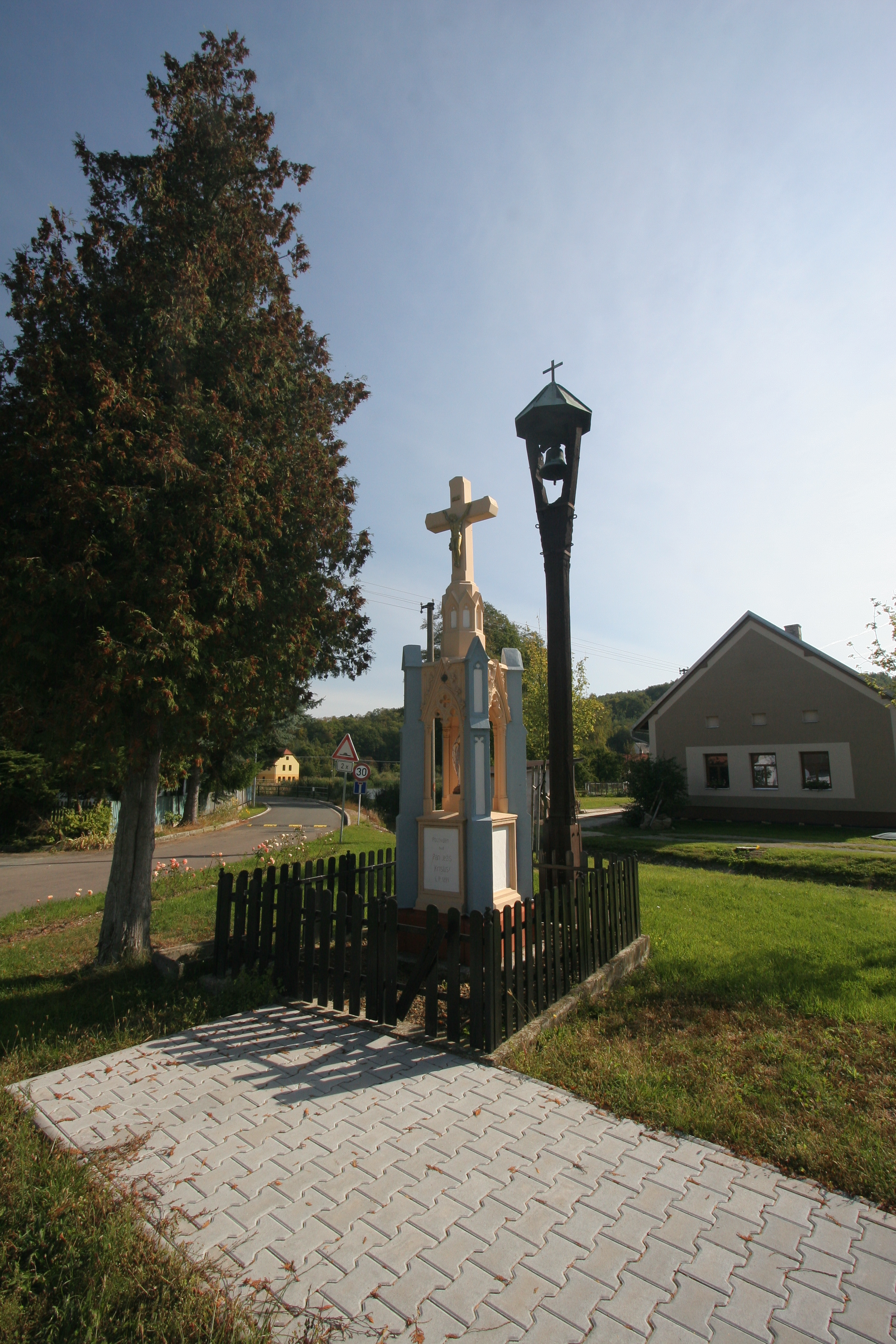
Wegkreuz und Dorfglocke in Brloh

- Steinernes Kreuz und Dorfglocke auf dem Dorfplatz
- Ruine des Meierhofes, nördlich des Dorfes, dort bietet sich ein weiter Ausblick über die Elbniederung
- Gedenkstein für die Gefallenen